# 唐永哲
唐永哲（1930年—1997年），原名唐永折，福建閩侯縣人，漆器工藝家，臺灣省手工業研究所研究員。

## 生平
唐永哲為福建省闽侯县人，原名「永折」由來是前幾位兄姊都夭折。年少時，唐永哲年追隨福州漆器藝師林依春、孫亨慰研習脫胎漆器。
十餘歲時，唐永哲到臺灣。1953年，唐永哲從逃港的兄長得知，父母因被列為反動派而遇害，便決定從軍。該年10月14日，唐永哲在《聯合報》報社同仁歡送下以補充兵入伍。次年11月，因二十四歲的他兩度上書國民黨請求報國，便在蔣中正總統覆示下加入中國青年救國團。之後，唐永哲就讀於政治幹部訓練班第四期美術科。
在媒妁介紹下，唐永哲娶了臺灣女子曾梅玉為妻。後來，唐永哲在聯昌木業擔任廠長。聯昌木業是由遠東航空從董事長退休的顏澤滋在中和鄉南興路開設，外銷木製餐具等。唐永哲便與妻子、三位子女搬到南興路。
1961年，唐永哲傾所有積蓄創業，成立振華漆器工藝社。在漆藝上，唐永哲擅長改良傳統木模脫胎方式，代以陶土壓模，增加脫胎件數，又以刺繡中盤金手法運用在漆藝中。
1971年，時為介壽國中工藝、美術教師的唐永哲以齒輪組件設計木頭玩具，獲手工藝推廣中心推薦。妻子曾梅玉在次年也以設計桶子獲得台灣工業推廣中心禮品類手工藝品新設計競賽優勝。
1980年12月30日，唐永哲在台北市寧波西街120號4樓開設現代工藝研究所，以開班教授。日後，他進入臺灣省手工業研究所設計組。知名的作品有中華體育館十二面浮雕、臺灣博物館脫胎漆器大禽龍、陽明山公園漁翁銅像、國防醫學院牙科大樓「大創天地」浮雕等。在手工業研究所期間，唐永哲培養過七名漆藝學員，僅黃麗淑出師。1984年1月18日，台灣省手工業研究所台北展示中心開幕。唐永哲任首任的台北展示中心主任。
1996年7月6日到31日，剛以研究員身分從台灣省手工業研究所退休的唐永哲，在台北展示中心舉行工藝創作回顧展。次年初，罹患腎臟癌十多年的唐永哲去世。